# Komiteen for et frit Irak
Komiteen for et frit Irak (KFI) er en dansk organisation som har til formål at arbejde for alle danske og ikke irakiske troppers umiddelbare hjemsendelse samt at støtte den irakiske modstandskamp.
- KFI blev stiftet 13. september 2003 som protest mod Den tredje golfkrig, og dansk deltagelse. Carsten Kofoed er organisationens talsmand.

- KFI anser det nye styre under Iyad Allawi som et illegitimt marionetstyre.
- KFI mener retssagen mod Saddam Hussein og 11 andre ledere fra det tidligere styre i Irak er en skueproces og "farce fra ende til anden", da retssagen er et produkt af en illegitim krigshandling [1].
- KFI mener den amerikanske og danske regering er krigsforbrydere og at personer og organisationer udenfor Irak der støtter den nuværende regering i Irak burde fordømmes.
- KFI mener, at visse af bevægelserne i og udenfor Irak, der kæmper mod den siddende irakiske regering er styret af sande folkelige, patriotiske og antiimperialistiske kræfter, der går på tværs af politiske, religiøse og etniske skel. Deres kamp betegnes som en "befrielseskamp".
- KFI har været med til at arrangere en række foredrag og demonstrationer mod USA, den nye styre i Irak og dansk deltagelse. Størst af dem Stop Bush-demonstrationen foran den amerikanske ambassade i København, i forbindelse med præsident Bushs besøg i Danmark, 6. juli 2005.